# Gábor Mátyás
Gábor Mátyás, született Geiringer Mátyás (Kisújszállás, 1891. december 1. – Budapest, 1944) szobrász, éremművész.

## Életútja
Gábor (Geiringer) Miksa szabómester és Blum Fáni fiaként született. Tizenhárom évesen az Iparművészeti Főiskolán tanult, mesterei Simay Imre és Mátrai Lajos voltak. Ezután két és fél évig a Stróbl-Radnai Mesteriskolában képezte magát tovább. Ligeti Miklós és Telcs Ede műtermében is dolgozott. 1909-ben Geiringer családi nevét Gáborra változtatta. 1915-től rendszeresen szerepelt a Műcsarnok és Nemzeti Szalon kiállításain. 1926. december 12-én Budapesten, a Terézvárosban házasságot kötött Fleischmann Karolinával, Fleischmann Zsigmond és Schmergel Fani lányával. A Kupeczky Társaság tagja volt. Több portrét is készített, többek között Blaha Lujza, Kiss József, valamint Pedlov kapitány és Boroden őrnagy szobrát készítette el. Több síremléke megtalálható a budapesti temetőkben. Éremművészettel is foglalkozott. Az OMIKE Művészakció I. képzőművészeti kiállításán két szobrát is bemutatta.